# 汉中山王墓
汉中山王墓位于中国河北省定州市，2001年被列为第五批全国重点文物保护单位。
定州一带在东周时期属中山国，西汉分封诸侯时沿用古称。西汉历代中山王陵墓大多分布于此。定州市现存汉墓175座，已发掘4座。1965年发掘120、121、122号墓，墓主可能是刘胜之孙穅王、顷王、宪王；1973年发掘40号墓，墓主为刘胜六世孙、末代中山王怀王刘脩。四座中山王墓形制相似，均为大型木椁墓。刘脩身着金缕玉衣。